# Рокхартский университет
Рокхартский университет (англ. Rockhurst University) — частный иезуитский университет в Канзас-Сити, штат Миссури, США. Основан в 1910 году. 
Является одним из 28 учреждений-членов Ассоциации иезуитских колледжей и университетов США.

## История
В 1909 году отец Майкл Доулинг, основатель Рокхарста, приобрел 25 акров (10,1 га) земли на пересечении 53-й улицы и Троост-авеню в Канзас-Сити, штат Миссури, за 50 000 долларов. Рокхарст был зарегистрирован штатом как Рокхарстский колледж в августе 1910 года. Она включала в себя Академию Рокхпрстского колледжа, учреждение среднего образования, которое в 1923 году стало старшей школой Рокхарста, хотя они оставались под единой корпоративной крышей до тех пор, пока в 1962 году средняя школа не переехала в свой собственный кампус.
Седжвик-холл был построен в 1914 году, что позволило открыть классы средней школы, а занятия в колледже начались в 1917 году, и все они проходили в одном здании. У первых студентов Рокхарстского университета преподавал Альфонс Швиталла. Первый класс был выпущен в 1921 году. В 1939 году Рокхарст получил аккредитацию от Ассоциации North Central Association. В 1969 году все отделения Рокхарста перешли на совместное обучение. 1 июля 1999 года его название было официально изменено на Рокхартский университет. В октябре 2006 года Рокхарст официально назначил своего четырнадцатого президента, Томаса Каррана, католического священника и первого президента школы, не являющегося иезуитом. В мае 2015 года Карран принял свой последний обет стать иезуитом. Рокхарст и Исследовательский колледж сестринского дела совместно объявили в 2018 году о прекращении сотрудничества. В 2020 году Колледж медицинских наук Святого Луки объединился с Рокхартским университетом, образовав Колледж сестринского дела и медицинских наук Святого Луки при Университете.